# Sierpotymalek indochiński
Sierpotymalek indochiński (Rimator danjoui) – gatunek ptaka z rodziny dżunglaków (Pellorneidae).

## Zasięg występowania
Sierpotymalek indochiński występuje w zależności od podgatunku:
- R. danjoui parvirostris – środkowy Laos i środkowy Wietnam
- R. danjoui danjoui – południowo-środkowy Wietnam

## Systematyka

### Taksonomia
Gatunek po raz pierwszy opisany przez brytyjskich zoologów Herberta Christophera Robinsona i Cecila Bodena Klossa w 1919 roku pod nazwą Rimator danjoui. Jako miejsce typowe autorzy wskazali Lang Bian Peaks (wsp. 12°02' N 108°26' E) w Annamie w Wietnamie. Wyróżniono dwa podgatunki. Autorzy Handbook of the Birds of the World za trzeci podgatunek uznawali opisanego w 2005 roku sierpotymalka długodziobego (R. naungmungensis), jest on jednak obecnie traktowany jako odrębny gatunek.

### Etymologia
Nazwa rodzajowa: Pierre Charles Edmond Jabouille (1875–1947), francuski administrator kolonialny w Indochinach w latach 1905–1932, w Chinach na przełomie 1932/33, ornitolog, redaktor L'Oiseau.
Epitet gatunkowy: François André Gustave Abel Danjou (ur. 1874), francuski dyplomata, wicekonsul w Szanghaju w latach 1906–1916, konsul w Singapurze w latach 1916–1923.

## Status
Międzynarodowa Unia Ochrony Przyrody (IUCN) uznaje sierpotymalka indochińskiego za gatunek bliski zagrożenia (NT – near threatened). Liczebność populacji wstępnie oszacowano na 10–20 tysięcy dorosłych osobników. Trend liczebności populacji uznawany jest za spadkowy. Do głównych zagrożeń dla gatunku należy wylesianie i degradacja siedlisk leśnych, zwłaszcza na niższych wysokościach.